# Костриця

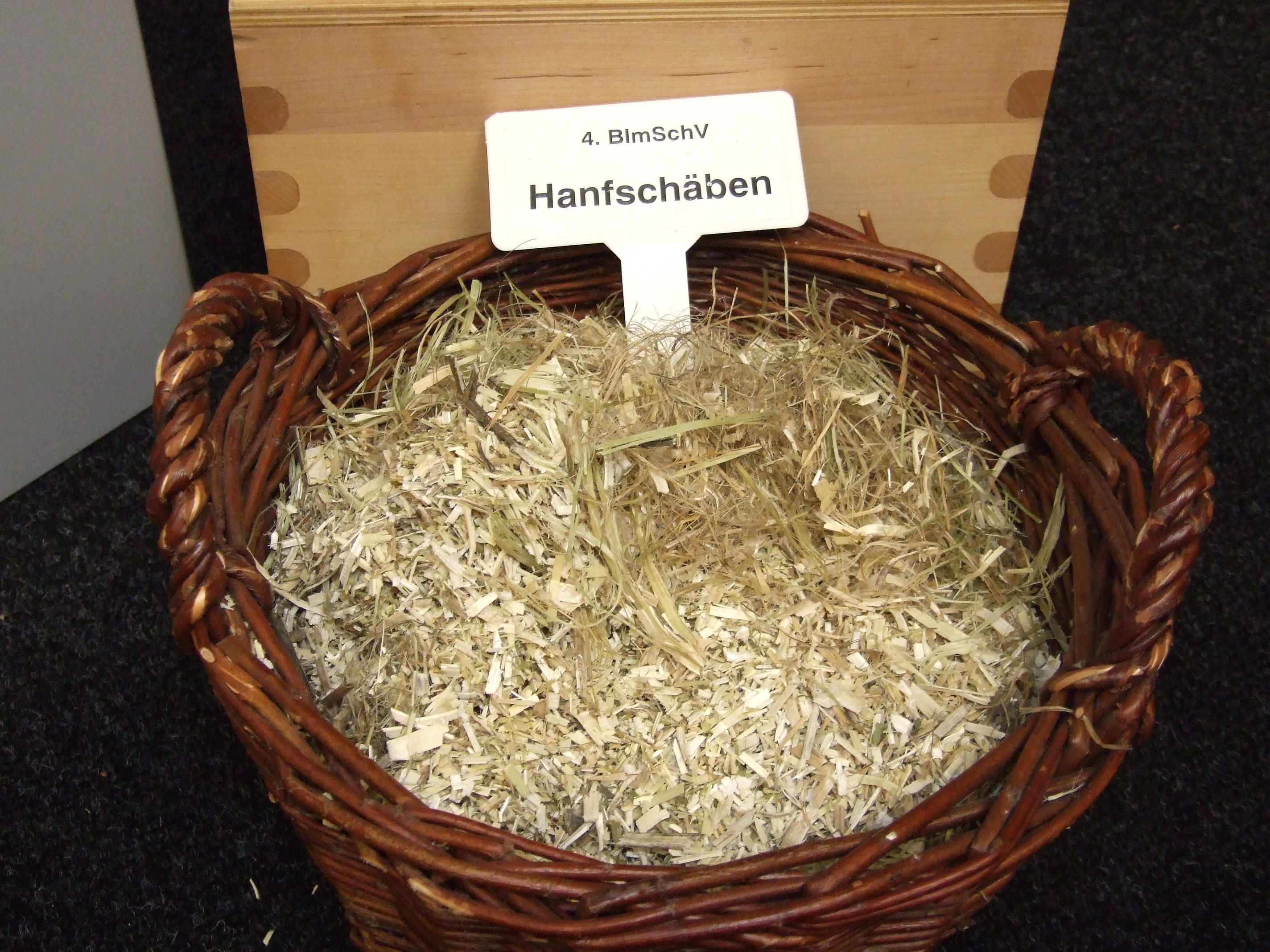
Конопляна костриця

Костри́ця, термі́ття, заст. па́здір, паздір'я — здерев'янілі частини стебел прядильних рослин (льону, конопель, кенафу тощо), одержувані з трести під час її первинної обробки (м'яття і тіпання).
У загальній масі костриці міститься до 64 % целюлози. У непрядимій групі волокон, які знаходяться в костриці, місткість чистої целюлози сягає 80 %.
Кострицю використовують у хімічній та інших галузях промисловості для виготовлення будівельних плит, паперу, целюлози, віскози та інших матеріалів.
Лляна костриця цінна сировина для виробництва паперу, целюлози, технічного і пакувального картону, віскози, целулоїду, а також жорстких і м'яких будівних термоізоляційних плит.
З конопляної костриці виготовляють пластмасу, будівельні термоізоляційні та меблеві плити, фанеру, брикети для палива, целюлозу. До будівельних термоізоляційних матеріалів, які виготовляються з лляної костриці, належать кострицеплити та кострицеблоки для будівництва, які за міцністю не поступаються цементним. За новими технологіями із конопляного волокна та костриці виготовляють оздоблювальні матеріали для офісів під дерево, мармур.
Щорічно в Радянському Союзі при обробці сировини утворювалось понад 1,5 млн тонн костриці. 

## У культурі
Від слова «паздір», застарілої назви костриці, походить староукраїнська назва місяця жовтень — «паздерник». Ця назва вважається запозиченою з польської мови (październik) і пов'язана з тим, що в жовтні м'яли і тіпали льон та коноплі — від волокон відділяли кострицю. Аналогічне походження і білоруської назви місяця — кастрычнік.